# La Bassa (Rosselló)
La Bassa és un corrent d'aigua de la Catalunya del Nord, en part riera i en part canal de drenatge i d'irrigació (alguns dels seus trams discorre canalitzat, passant per damunt sense barrejar-s'hi amb altres recs i còrrecs) que recorre el centre de la comarca del Rosselló. Neix a Tuïr i després recorre els termes de Toluges i el Soler, per travessar el de Perpinyà, on s'aboca en la Tet.
Es forma al sud del nucli urbà de Tuïr, a prop de la capella de Sant Sebastià, per la confluència de la Ribereta i el Còrrec dels Vidrers, que arriben canalitzats per sota del nucli urbà, i del Còrrec de la Creu, que prové del Causse, prop del poble de Santa Coloma de Tuïr. Un cop format, se'n va cap al nord-est, amb algun tram adreçat cap al nord, deixant a ponent la Zona Industrial de Tuïr i els Prats. Al nord-est de la vila de Tuïr rep el Rec de la Carbonella. Just en el punt on es troben els termes comunals de Tuïr, el Soler i Toluges es deriva de la Bassa l'Agulla de Ballaró.
A partir d'aquell lloc, la Bassa fa de termenal entre el Soler i Toluges en dos trams diferents sense continuïtat entre ells, i, per la resta, entre de ple en terme de Toluges, que travessa pel nord de la població. Tot seguit entra ja en terme de Perpinyà, passant just a migdia del gran centre de Sant Carles Internacional i al nord d'Orla. Tot seguit, girant una mica cap a llevant, deixa la Zona Industrial sud i després Malloles a migdia i la Garrigola i Sant Aciscle al nord, i entra de ple dins el nucli urbà de Perpinyà just en travessar per sota de les vies del ferrocarril. Deixa aleshores el barri de l'estació al nord, passa ran del Liceu Francesc Aragó, que queda al sud-est de la Bassa, travessa el centre mateix de la ciutat, ran del Castellet i de l'antic traçat de les muralles, al seu nord-oest, i, deixant a ponent la Vilanova, s'aboca en la Tet.